# Kašići
Kašići su naseljeno mjesto u općini Konjic, Federacija Bosne i Hercegovine, BiH.
Naselje se nalazi na desnoj obali Neretve, uzvodno od Konjica.

## Povijest
Povijesni dokumenti u 12. stoljeću spominju stari grad Kom, sjedište srednjovjekovne humske Komske župe. Kom je smješten na teško prohodnom vrhu planinskog grebena iznad sela Kašića, a od njega su ostale tek ruševine.

## Stanovništvo

### 1991.
Nacionalni sastav stanovništva 1991. godine, bio je sljedeći:
ukupno: 115
- Muslimani – 106
- Srbi – 9

### 2013.
Nacionalni sastav stanovništva 2013. godine, bio je sljedeći:
ukupno: 49
- Bošnjaci – 45
- ostali, neopredijeljeni i nepoznato – 4

## Vanjske poveznice
- Satelitska snimka[neaktivna poveznica]